# Un cynique
Un cynique (en russe: Tsinik) est une nouvelle d’Anton Tchekhov, parue en 1885.

## Historique
Un cynique est initialement publié dans la revue russe Le Journal de Pétersbourg, no 345, du 16 décembre 1885, sous le pseudonyme A.Tchekhonte.

## Résumé
Midi. Igor Sussine, le régisseur de la « Ménagerie Pichnau frères », présente les animaux au public. Il est ivre, crasseux, mais ses mimiques, ses cris et rires plaisent à la foule. Il commence par « expliquer » le lion d’Afrique, ce symbole de force qui courait dans les forêts et qui est maintenant enfermé dans cette cage. Il n’a plus qu’à attendre la mort. Au passage, il fait un parallèle avec lui, Sussine, qui, ancien adjudant-chef, est actuellement dans la puanteur de la ménagerie.
Puis, c’est au tour du chat sauvage. L’ancêtre des minets n’est là que depuis trois mois. Il griffe sa cage, espérant s’échapper, mais lui aussi finira par mourir ici. Le singe, lui, a une nature servile : « Pour un morceau de sucre, il s’incline jusqu’à terre devant son bourreau et fait le pitre devant lui ».  Devant la cage de la gazelle, Sussine explique qu’elle n’en a plus pour longtemps. Elle a la tuberculose. Et pourtant, on voit dans ses yeux encore de l’espoir. Si elle savait…
Le public ne rit maintenant plus au cynisme de Sussine et appelle le patron de la ménagerie quand il s’en prend à une grue. Sussine, imperturbable, continue sa visite et se propose de faire avaler au boa un lapin. Le public, exaspéré, sauve le lapin et quitte la ménagerie.
Pourtant, le lendemain, il y a encore foule pour la visite. Le public aime le cynisme.

## Édition française
- Un cynique, dans Œuvres de A.Tchekhov 1885 traduit par Madeleine Durand et Édouard Parayre, Les Éditeurs Français Réunis, 1955, numéro d’éditeur 431.